# 柳原前光
柳原前光（日语：／ Yanagiwara Sakimitsu，1850年5月4日—1894年9月2日）日本政治人物、外交官、伯爵。興亞會成員。勳一等旭日大綬章獲得者。

## 家族
出身於京都公家柳原家家族，父親是議奏、權中納言正二位柳原光愛。他也是大正天皇生母柳原愛子之兄。
孫子為天皇侍從官入江相政。

## 經歷
1868年（慶應四年）戊辰戰爭之際，任東海道鎮撫副總督。同年3月進入德川家的天領甲斐國，在甲府城制定職制。11月，廢除城代，任甲府鎮撫使。明治維新之後進入外務省工作。1874年，被派往中國（清朝），擔任第一任日本駐华公使。翌年歸國。1881年，以外務大臣的身份，參與簽訂《中日修好條規》。西南戰爭期間為明治政府的勅使，前往鹿兒島，與島津忠義、島津珍彥會見。
此後擔任元老院議官，從事刑法、治罪法的審議工作。後歷任駐俄公使、賞勳局總裁、元老院議長職務。任樞密顧問官時，參與皇室典範的制定。

## 外部連結
- 国立国会図書館 憲政資料室 柳原前光関係文書

| 貴族爵位和頭銜  | 貴族爵位和頭銜                       | 貴族爵位和頭銜  |
| --------------- | ------------------------------------ | --------------- |
| 前任： 柳原光愛 | 柳原家當主 （第22代） 1850年－1894年 | 繼任： 柳原義光 |
| 新頭銜          | 柳原家伯爵 （第一代） 1884年－1894年 | 繼任： 柳原義光 |